# 嶋崎達也
嶋崎 達也（しまざき たつや、1983年4月8日 - ）は、日本のラグビー指導者。現在筑波大学ラグビー部の監督を務めている。

## プロフィール
- 現役時代のポジションはセンター(CTB)[2]。

## 来歴
2002年、仙台第三高校卒業後、筑波大学に入る。
2006年、筑波大学卒業後、翌2007年、筑波大学ラグビー部のBKコーチに就任。
2009年、ヘッドコーチに昇格。
2019年、監督に変更。